# Francisco Clavet
Francisco Javier Clavet González (24 de outubro de 1968, Aranjuez) é um tenista profissional espanhol.
Foi número o 18° do ranking mundial e campeão de oito títulos na carreira.
Entre os anos 2013 e 2014 foi técnico do tenista brasileiro Thomaz Bellucci.